# Biblioteca Popular de Casa Amarela
Biblioteca Pública de Casa Amarela, também conhecida como Jornalista Alcides Lopes, em referência a um famoso jornalista pernambucano, é uma das três bibliotecas públicas municipais da Cidade do Recife.
A Biblioteca de Casa Amarela atende não só à comunidade que forma o seu entorno, mas também toda a Região Metropolitana do Recife. Tem uma clientela que gira em torno de 20.000 pessoas/ano e empresta em média 400 livros mensalmente. A clientela é formada em sua maioria por estudantes de primeiro e segundo graus, estudantes de concurso, leitores de jornal, professores, entre outros.

## Histórico
Implantada pela Prefeitura da Cidade do Recife através da DDC (Diretoria de Documentação e Cultura) na década de 1950, a biblioteca foi uma referência cultural, marco importante na sociedade da época como centro de acesso à produção intelectual nacional, acesso à literatura estrangeira e ao livro enquanto fonte de pesquisa, informação e fruição, bem como ao convívio social e intelectual num ambiente prazeroso e de forma gratuita.
Com a criação da Fundação de Cultura Cidade do Recife em 26 de abril de 1979, as bibliotecas passaram a integrar o seu patrimônio, estando ligadas à Gerência de Centros de Pesquisa e Formação Cultural – GOCPFC, que por sua vez está ligada à Diretoria de Gerência de Equipamentos Culturais – DGEC.
A Biblioteca foi autorizada através da Lei n° 436 de 1949 pela Prefeitura da Cidade do Recife, e sua construção projetada, no estilo da arquitetura moderna, pelo arquiteto Heitor Maia Neto e com painel de azulejos de Hélio Feijó. Recentemente a Biblioteca recebeu o nome de Jornalista Alcides Lopes, através do projeto de Lei 17119 sancionado pelo Prefeito João Paulo Lima e Silva em 17 de outubro de 2005.

## Acervo
Coleção geral
A Biblioteca possui um acervo abrangente. São em média 14.000 volumes, entre livros didáticos, técnicos, universitários, crônicas, biografias, literatura brasileira e clássicos da literatura universal em todos os gêneros, ficção infantil e juvenil, livros de arte, filosofia e demais áreas do conhecimento.
Referência
Enciclopédias, dicionários, almanaques, diversos.
Periódicos
Assinaturas de jornais locais, jornal de concursos, revistas de circulação semanal além de títulos especiais.
As Bibliotecas são de livre acesso, todos os livros estão destinados à pesquisa local e, em sua maioria, ao empréstimo domiciliar através de cadastro prévio, franqueado a qualquer pessoa.

## Serviços
Empréstimo de livros, visita monitorada, apoio à pesquisa escolar e acesso gratuito à Internet são alguns dos serviços que a Biblioteca oferece.

## Ação cultural
Ao longo do tempo a biblioteca vem promovendo inúmeras atividades culturais, lúdicas e educativas, envolvendo palestras, seminários, fóruns de leitura, exibições de vídeos, hora do conto, exposições de arte, oficinas literárias, recitais, concursos entre outros, atingindo desde o público infantil, a estudantes, profissionais de educação e população em geral, cada um em busca dos seus interesses seja profissional, informativo ou recreativo.